# Chiesa di San Nicola di Bari (Ariccia)
La chiesa di San Nicola di Bari è stata un luogo di culto cattolico del comune di Ariccia, in provincia di Roma, nell'area dei Castelli Romani. Dal novembre 2008 ospita uno spazio teatrale comunale. È attigua al vasto ex-collegio di San Nicola, in passato sede del locale collegio della Congregazione dei padri della dottrina cristiana, ed attualmente sede municipale del Comune di Ariccia.

## Storia

### L'antica chiesa di San Nicola
Lo storico ariccino Emanuele Lucidi afferma che in un documento conservato presso l'archivio capitolare della collegiata di Santa Maria Assunta in Ariccia riuscì a trovare una prova che fin dal Medioevo esistesse nel paese una chiesa dedicata a san Nicola di Bari. Anzi, al termine della sua dotta dissertazione, azzarda che questo convento possa essere esistito fin dal tempo di papa Gregorio I. Tale ipotesi sarebbe suffragata da un atto di vendita del 946 in cui si fa riferimento ad un monastero, san Nicolai de Ariccia, retto dalle monache benedettine dell'osservanza ordinaria ed aggregato al monastero dei Santi Ciriaco e Nicolò in Via Lata in Roma. Ancora il Lucidi afferma che un canonico della basilica di Santa Maria in Via Lata in Roma da lui contattato riuscì a trovare nell'archivio capitolare di quella basilica romana un cospicuo numero di atti di vendite o affitti di beni del summenzionato monastero di san Nicola, ed inoltre confermò che il monastero dei Santi Ciriaco e Nicolò - dal 1435 aggregato alla basilica di Santa Maria in Via Lata - aveva posseduto molti beni ad Ariccia.
Da questi atti conservati presso l'archivio capitolare di Santa Maria in via Lata si può evincere come l'antica chiesa di San Nicola -la prima citazione della chiesa risale al 1145- sia stata tenuta per un certo periodo da un sacerdote rettore -nella seconda metà del XII secolo-, poi da Aldruda e Scorta, presumibilmente due donne che probabilmente non erano religiose, ma semplici guardiane della chiesa e dei suoi beni -attorno alla metà del Duecento-, quindi almeno a partire dal 1262 la gestione della chiesa e del monastero tornò alle monache benedettine.
Il Lucidi riesce addirittura ad evincere, grazie ad un atto del 1235, la collocazione geografica del monastero, ed afferma che era situato presso l'attuale porta Napoletana, fuori dal paese. Ad ogni modo, il monastero di San Nicola in Ariccia, che fu popolato almeno fino al 1328, cadde abbandonato sicuramente prima che papa Eugenio IV unisse il monastero dei Santi Ciriaco e Nicola in Via Lata alla basilica di Santa Maria in Via Lata in Roma, con bolla del 19 marzo 1435: altrimenti nella bolla stessa si sarebbe fatta menzione del monastero ariccino.

### L'attuale chiesa di San Nicola
Il segretario del principe Bernardino Savelli, allora duca di Ariccia, Pier Francesco Paoli, con disposizione testamentaria del 31 marzo 1637 fece erede universale dei suoi beni il principe Savelli stesso, a condizione che questi si impegnasse nella realizzazione di qualche opera buona: il principe così decise di chiamare ad Ariccia i padri della dottrina cristiana, per l'educazione della gioventù. L'accordo tra il principe ed il religiosi venne siglato nel settembre 1638, e già a partire dal 3 ottobre dello stesso anno i primi dottrinari presero possesso della loro sistemazione, collocata probabilmente dietro la quinta dell'attuale piazza di Corte. Il principe Savelli assegnò ai religiosi 411 scudi più rendite peer 30.82 scudi annui, mentre la Comunità di Ariccia già l'8 agosto 1638 in un'assemblea pubblica aveva ratificato all'unanimità -eccetto un consigliere- di affidare l'istruzione pubblica del feudo ai dottrinari assieme ad un versamento di 50 scudi a favore del nascente istituto religioso. Anche la confraternita del Santissimo Sacramento contribuì con 36 scudi al convento, mentre il principe Savelli -con generosità insolita per la sua famiglia, come nota lo storico Emanuele Lucidi- si impegna a costruire una nuova chiesa per i dottrinari entro venticinque anni.
Tuttavia, né il principe Bernardino, né i suoi figli Paolo e Giulio si impegnarono mai nella realizzazione della chiesa per i padri dottrinari, ed addirittura non pagarono le rendite destinate al convento stesso, nonostante le richieste in tal senso fatte dai religiosi: la soluzione venne trovata assegnando al convento le rendite precedentemente destinate come stipendio del governatore, carica che rimase priva di retribuzione fino al 1774. La chiesa venne infine realizzata, con affaccio sull'attuale piazza di Corte, e dedicata ai Santi Nicola - probabilmente in forza dell'antica esistenza di una chiesa dedicata a questo santo nel feudo - e Domenico, con la presenza di due altari laterali dedicati a sant'Anna e a sant'Antonio da Padova.
L'attuale chiesa di San Nicola venne ricavata per ordine di papa Alessandro VII dalla navata centrale dell'antica collegiata di Santa Maria Assunta, non appena i Chigi ebbero acquistato il feudo. Oltre alla chiesa, vennero realizzate anche alcune stanze per i religiosi e per i canonici, che oggi sono inglobate nel complesso del collegio di San Nicola adibito a sede municipale. La chiesa venne assegnata ai dottrinari il 16 ottobre 1665. L'antica chiesa realizzata dai padri dottrinari sulla piazza, invece, venne assegnata dal principe Agostino Chigi alla confraternita del Santissimo Sacramento, con atto pubblico del 27 giugno 1669.
Nuovi lavori vennero eseguiti presso il collegio dei padri dottrinari annesso alla chiesa nel 1669, poiché nel consiglio pubblico del 21 dicembre 1668 vennero concessi dieci scudi ai religiosi per lavori di miglioria alla scuola. In un altro pubblico consiglio del 16 agosto 1714 si propone che la Comunità paghi dieci scudi annui al convento -la stessa richiesta sarà rivolta dai religiosi stessi ancora nel pubblico consiglio del 30 ottobre 1718- per agevolare le famiglie povere a mandare a scuola i figli: in precedenza infatti, ogni alunno doveva portare una pagnotta come pagamento della retta. Il Lucidi afferma tuttavia che la norma del pagamento della pagnotta fosse caduta in disuso durante il Settecento.
Probabilmente, i padri dottrinari abbandonarono Ariccia in seguito all'invasione francese e alla proclamazione della Repubblica Romana (1798-1799), cui seguì lo scioglimenti degli ordini religiosi e la confisca dei loro beni. Tuttavia fecero ritorno, dopo la definitiva restaurazione pontificia del 1815, poiché lo scrittore ottocentesco Gaetano Moroni, autore del Dizionario di erudizione storico-ecclesiastica, parla della loro presenza ad Ariccia ancora alla metà dell'Ottocento, e definisce i religiosi, assieme alla comunità delle Maestre Pie Venerini stabilitasi nel paese fin dal 1730, "benemeriti dell'Ariccia", per il loro apporto all'educazione della gioventù locale, rispettivamente maschile e femminile.
Nel 1806 la chiesa venne danneggiata da un incendio, che distrusse gran parte della decorazione settecentesca. Nel 1852 sotto al pavimento della chiesa, probabilmente durante alcuni lavori di ristrutturazione, venne rinvenuto un altare di marmo bianco in blocco unico con cornicione, datato dagli archeologi al IV o al V secolo e da considerarsi come l'altare maggiore dell'antica collegiata di Santa Maria Assunta abbattuta negli anni sessanta del Seicento.
I padri dottrinari probabilmente abbandonarono il collegio dopo l'annessione del Lazio al Regno d'Italia, nell'inverno 1870, come accadde in molti altri luoghi del cessato Stato Pontificio in seguito all'esplosione dei sentimenti anti-clericali delle maggioranze di governo locali. Sicuramente, i beni che il convento poteva avere caddero in possesso demaniale con l'estensione della legge eversiva dei beni ecclesiastici al Lazio nel 1873. La chiesa, sconsacrata, venne acquisita dal Comune di Ariccia che vi ha realizzato una sala convegni. Il vicino collegio abbandonato invece, dagli anni ottanta ospita la sede municipale. Il 30 novembre 2008, l'amministrazione comunale, nella persona del Sindaco Emilio Cianfanelli, e l'associazione culturale Arteidea hanno inaugurato all'interno della chiesa sconsacrata una sala teatrale di circa 100 posti, nel quadro della realizzazione ad Ariccia di un importante polo teatrale "Progetto Ariccia Città Teatro", ideato da Giacomo Zito e da lui realizzato insieme con Luigi Criscuolo, presidente di Arteidea.

## Descrizione

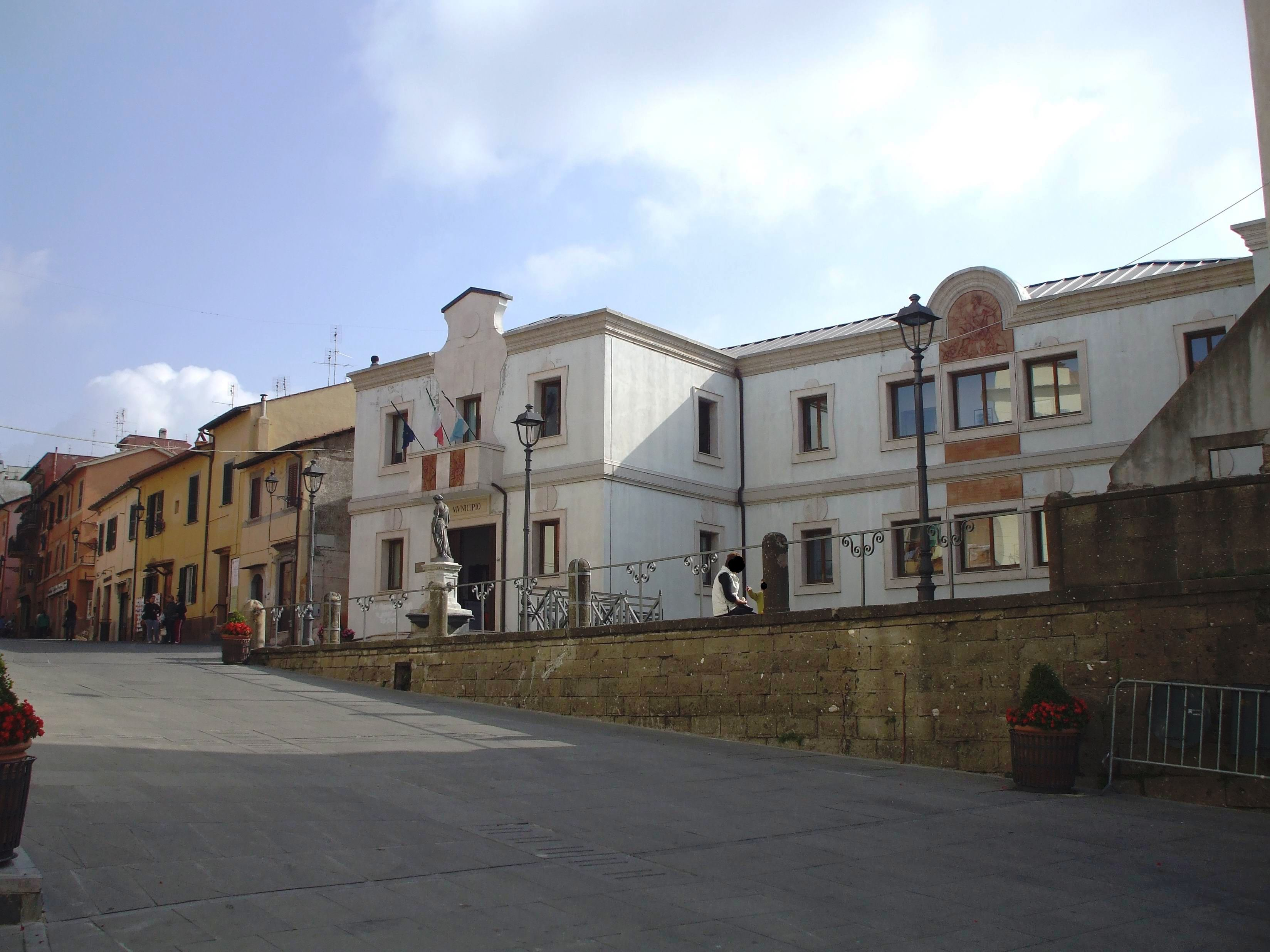
L'ex-collegio di San Nicola.

L'interno della chiesa è a pianta centrale quadrangolare con due cappelle laterali, il tutto coperto da volte a vela. La povertà della facciata, che presenta un unico ordine sormontato da frontone triangolare privo di fregi o sculture, denuncia che la chiesa è stata edificata per un ordine minore ispirato a valori di povertà.
Il progetto della chiesa venne probabilmente affidato a Luigi Bernini, fratello di Gian Lorenzo Bernini, che fu probabilmente il progettista delle opere di minore importanza commissionate dai Chigi per l'abbellimento del feudo di Ariccia.
Nel 1700, grazie alla raccolta di elemosine da parte della popolazione e alla generosità del principe Agostino Chigi, venne realizzata la decorazione del soffitto della chiesa e del coro, per una spesa di 60 scudi. L'attuale aspetto della chiesa le è dato dai lavori fatti eseguire nella seconda metà dell'Ottocento dai padri dottrinari, oltre ovviamente che dalle modificazioni occorse nella trasformazione d'uso in sala convegni comunale ed oggi in struttura teatrale. Gli altari, alla metà dell'Ottocento, erano in numero di tre, evidentemente due nelle cappelle laterali e uno al centro come altare maggiore. Presso il collegio era collocato l'orologio pubblico della Comunità.